# Gianluigi Porelli Euroleague Executive of the Year
Il premio Gianluigi Porelli Euroleague Executive of Year è il premio conferito dalla Euroleague Basketball al miglior dirigente della stagione. Venne istituito nel 2005, e dal 2014 è intitolato alla memoria di Gianluigi Porelli.

## Vincitori
| Stagione  | Nazionalità   | Dirigente                                       | Squadra         |
| --------- | ------------- | ----------------------------------------------- | --------------- |
| 2004-2005 | Spagna        | José Antonio Querejeta                          | Saski Baskonia  |
| 2005-2006 | Russia        | Sergej Kuščenko                                 | CSKA Mosca      |
| 2006-2007 | Spagna        | Juan Manuel Rodríguez                           | Málaga          |
| 2007-2008 | Italia        | Ferdinando Minucci                              | Mens Sana Siena |
| 2008-2009 | Germania      | Marco Baldi                                     | Alba Berlino    |
| 2009-2010 | Polonia       | Przemysław Sęczkowski                           | Gdynia          |
| 2010-2011 | Grecia        | Pavlos Giannakopoulos e Thanasīs Giannakopoulos | Panathīnaïkos   |
| 2011-2012 | Grecia        | Panagiōtīs Angelopoulos e Giōrgos Angelopoulos  | Olympiakos      |
| 2012-2013 | Turchia       | Tuncay Özilhan                                  | Anadolu Efes    |
| 2013-2014 | Italia        | Livio Proli                                     | Olimpia Milano  |
| 2014-2015 | Germania      | Marco Baldi (2)                                 | Alba Berlino    |
| 2015-2016 | Spagna        | José Antonio Querejeta (2)                      | Saski Baskonia  |
| 2016-2017 | Italia        | Maurizio Gherardini                             | Fenerbahçe      |
| 2017-2018 | Lituania      | Paulius Motiejūnas                              | Žalgiris Kaunas |
| 2018-2019 | Lituania      | Paulius Motiejūnas (2)                          | Žalgiris Kaunas |
| 2019-2020 | non conferito | non conferito                                   | non conferito   |
| 2020-2021 | Turchia       | Alper Yılmaz                                    | Anadolu Efes    |
| 2021-2022 | Turchia       | Alper Yılmaz (2)                                | Anadolu Efes    |
| 2022-2023 | Lituania      | Paulius Motiejūnas (3)                          | Žalgiris Kaunas |